# أنجيليكا تشيخوسكا
أنجليكا تشيخوسكا (من مواليد 15 مارس 1988) لاعبة بولندية متخصصة في الجري لمسافات متوسطة، فازت بالميدالية الفضية في سباق 800 متر في بطولة العالم لألعاب القوى داخل الصالات 2014، والميدالية الذهبية في سباق 1500 متر في بطولة أوروبا 2016، والميدالية الفضية في نفس السباق في بطولة أوروبا لألعاب القوى داخل الصالات 2015، والميدالية البرونزية في سباق 800 متر في بطولة أوروبا لألعاب القوى داخل الصالات 2021.

## روابط خارجية
- أنجيليكا تشيخوسكا على موقع الاتحاد الدولي لألعاب القوى (الإنجليزية)
- أنجيليكا تشيخوسكا على موقع الاتحاد الأوروبي لألعاب القوى (الإنجليزية)
- أنجيليكا تشيخوسكا على موقع الرابطة البولندية لألعاب القوى (البولندية)
- أنجيليكا تشيخوسكا على موقع الدوري الماسي (الإنجليزية)
- أنجيليكا تشيخوسكا على موقع اللجنة الأولمبية الدولية (الإنجليزية)
- أنجيليكا تشيخوسكا على موقع أوليمبيديا (الإنجليزية)
- أنجيليكا تشيخوسكا على موقع اللجنة الأولمبية البولندية (مؤرشف) (البولندية)